# Iglesia de San Nicolás del Foix
La iglesia de San Nicolás del Foix es una iglesia católica de estilo románico situada en Blois, en el centro de Francia.
El edificio está clasificado como monumento histórico desde la lista de 1840.

## Historia

### Historia de la iglesia original de San Nicolás
La primera iglesia de San Nicolás de Blois se encontraba más abajo del hôtel de Bretaña, entre los actuales escalones de Saint-Nicolas y la calle rue Anne de Bretagne.Fundada en el siglo XI, fue la primera iglesia parroquial del barrio de Foix, mientras que la parroquia de San Leobino, aunque estaba muy cerca, solo cubría el Burgo Mediano. Sin embargo, la creciente importancia del barrio llevó a la construcción de la iglesia de San Pedro del Foix. Ambas dependían de la abadía de Burgo Mediano hasta la construcción de la abadía de San Lomer en el siglo XII. Cuando la iglesia de San Pedro fue destruida en 1362, la parroquia de San Nicolás volvió a cubrir todo el barrio de Foix (excepto la abadía de San Lomer, que estaba protegida dentro de las murallas de la ciudad), así como Les Grouëts, La Vicomté y el barrio de las Granjas.
En 1792, la iglesia fue confiscada como propiedad nacional, luego vendida y finalmente demolida. Fue en esta fecha que la función parroquial y el nombre de San Nicolás fueron transferidos a la iglesia de la abadía de San Lomer.

### Historia de la abacial de San Lomer convertida en iglesia de San Nicolás
El edificio que constituye la actual iglesia de San Nicolás originalmente era la iglesia de la abadía de San Lomer, construida a partir de 1107 (de ahí su denominación común de abacial). El coro, el transepto y la primera nave se construyeron entre 1138 y 1186.La iglesia se completó a principios del siglo XIII, aunque en ese momento los dos campanarios aún no estaban cubiertos con tejado.

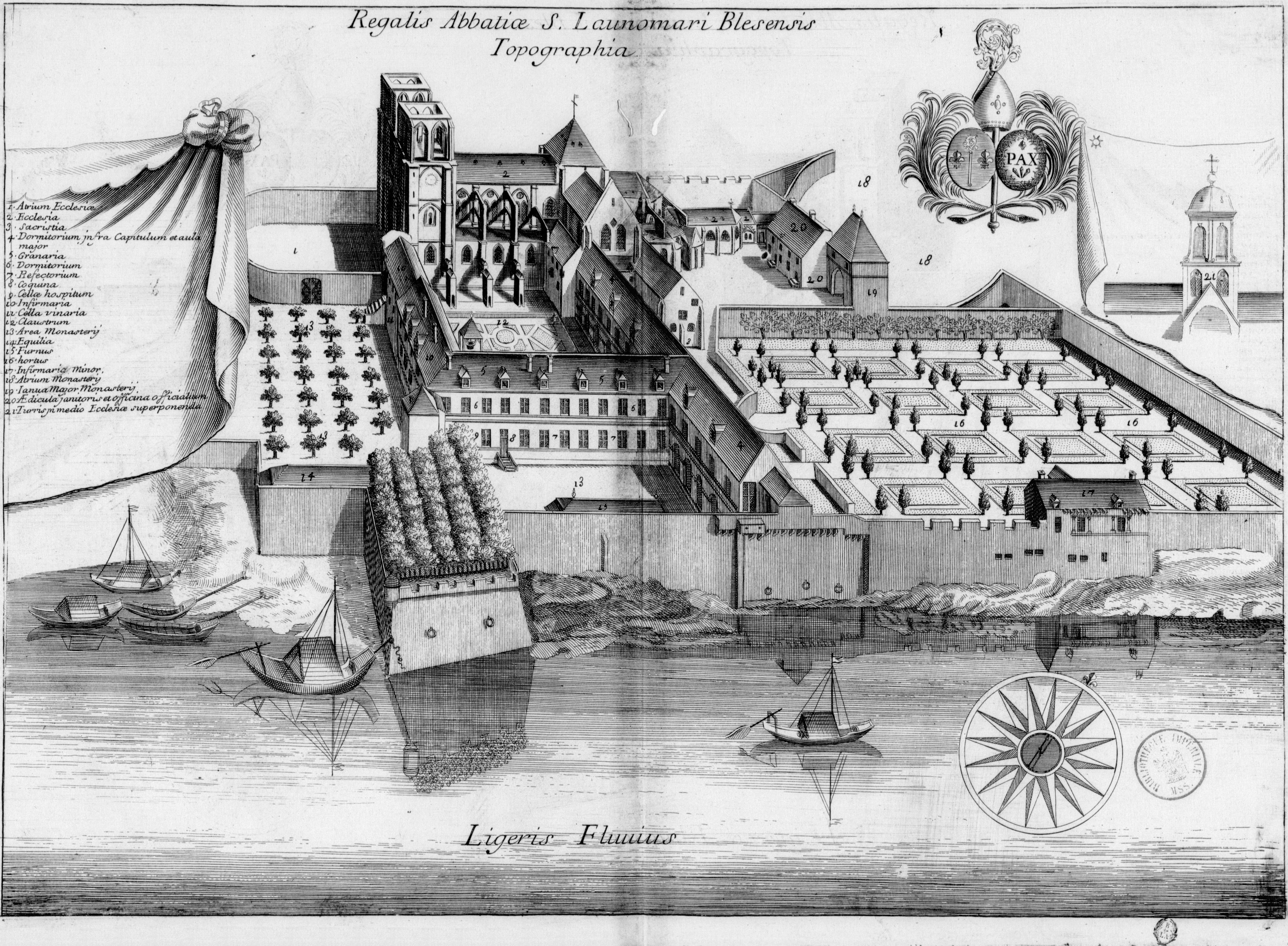
La abadía, su abacial y el río Loira en el siglo, grabado en el Monasticon Gallicanum.

Sin embargo, el edificio sufrió mucho durante la Guerra de los Cien Años, antes de ser reconstruido en el siglo XIII, y de esa estructura original solo quedaba en pie una torre campanario ubicada al suroeste, pero esta estaba en ruinas ya en el siglo XVIII. Se realizaron importantes trabajos a finales del siglo XIV, especialmente para revestir la bóveda de la nave y agregar capillas laterales. En 1641, debido al estado deteriorado de la estructura de madera y el techo, se necesitaron renovaciones importantes.
En la Edad Media, la iglesia era un lugar importante de peregrinación. En efecto, albergaba varias reliquias: san Leobino, san Lomer, santa María Egipcíaca y un fragmento de la Cruz de Cristo.
En 1792, tras la destrucción de la iglesia medieval de San Nicolás y la confiscación de la abadía de San Lomer, la abacial fue elevada al rango de iglesia parroquial con el nombre de San Nicolás en referencia a la iglesia vecina desaparecida (ver arriba). Al mismo tiempo, San Nicolás se integró en las parroquias de San Martín y San Salvador.
Las agujas y los techos de pizarra de las torres oeste, que hoy son inseparables de la imagen de la iglesia, no se añadieron hasta la segunda mitad del siglo XIX: en 1877 para la torre sur y en 1899 para la torre norte. Ambas fueron obra del Sr. de Baudot.

## Arquitectura
La iglesia de San Nicolás de Blois no solo fue construida en la misma época que la basílica de Saint-Denis o, en España, que la catedral de Burgos o la de León, sino que también es una de las grandes obras del gótico inicial, con elementos de arquitectura tardorrománica. Todas las bóvedas (excepto las del deambulatorio) tienen nervaduras de crucería y todas las puertas y ventanas tienen arcos (ligeramente) apuntados.
En cuanto a las agujas de las dos torres oeste, la torre norte, con una altura de 71.07 metros, es ligeramente más alta que su vecina del sur, que mide 70.72 metros (o sea, una diferencia de 35 cm).

## Imágenes

Vistas exteriores
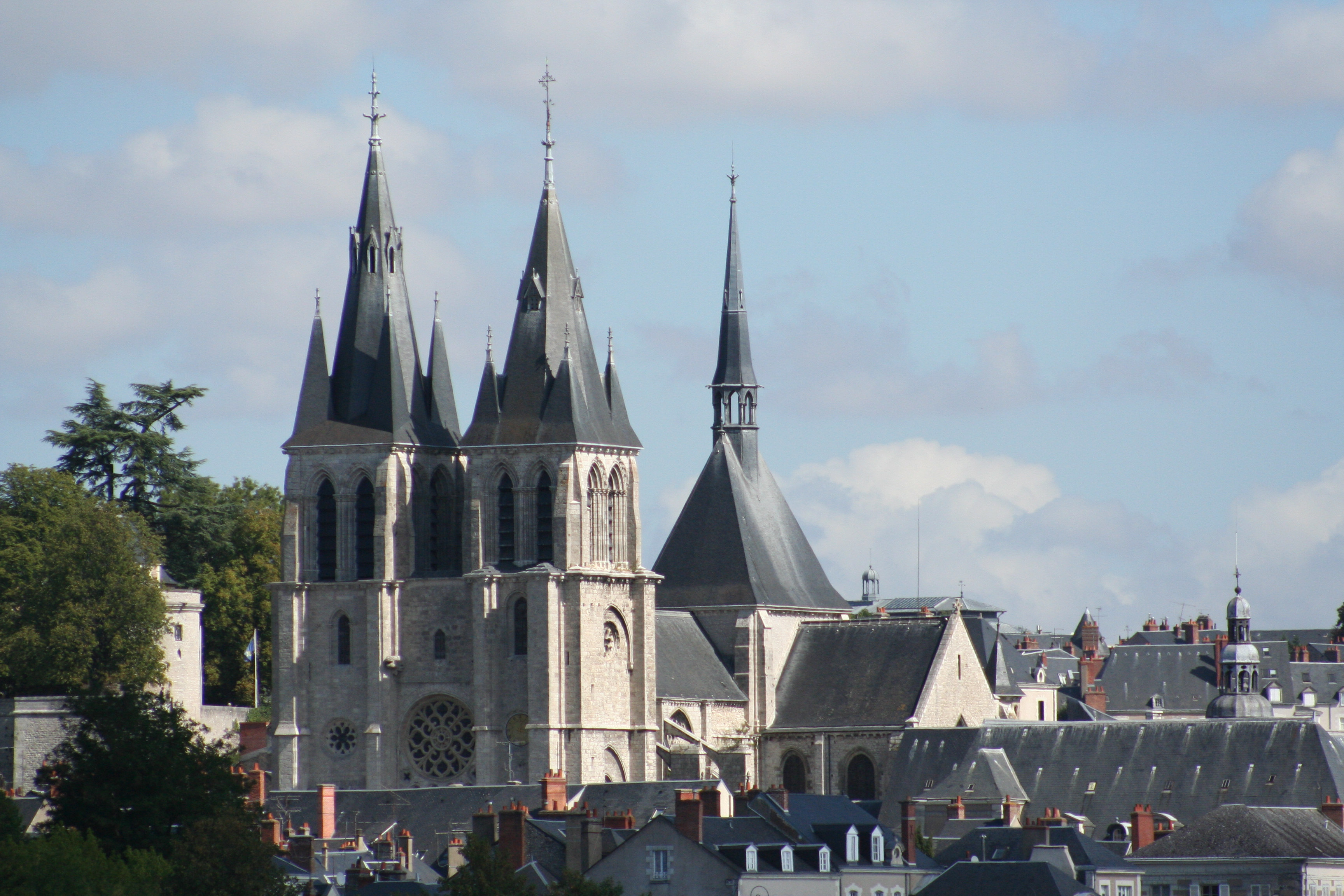
La iglesia vista desde el puente François-Mitterrand.
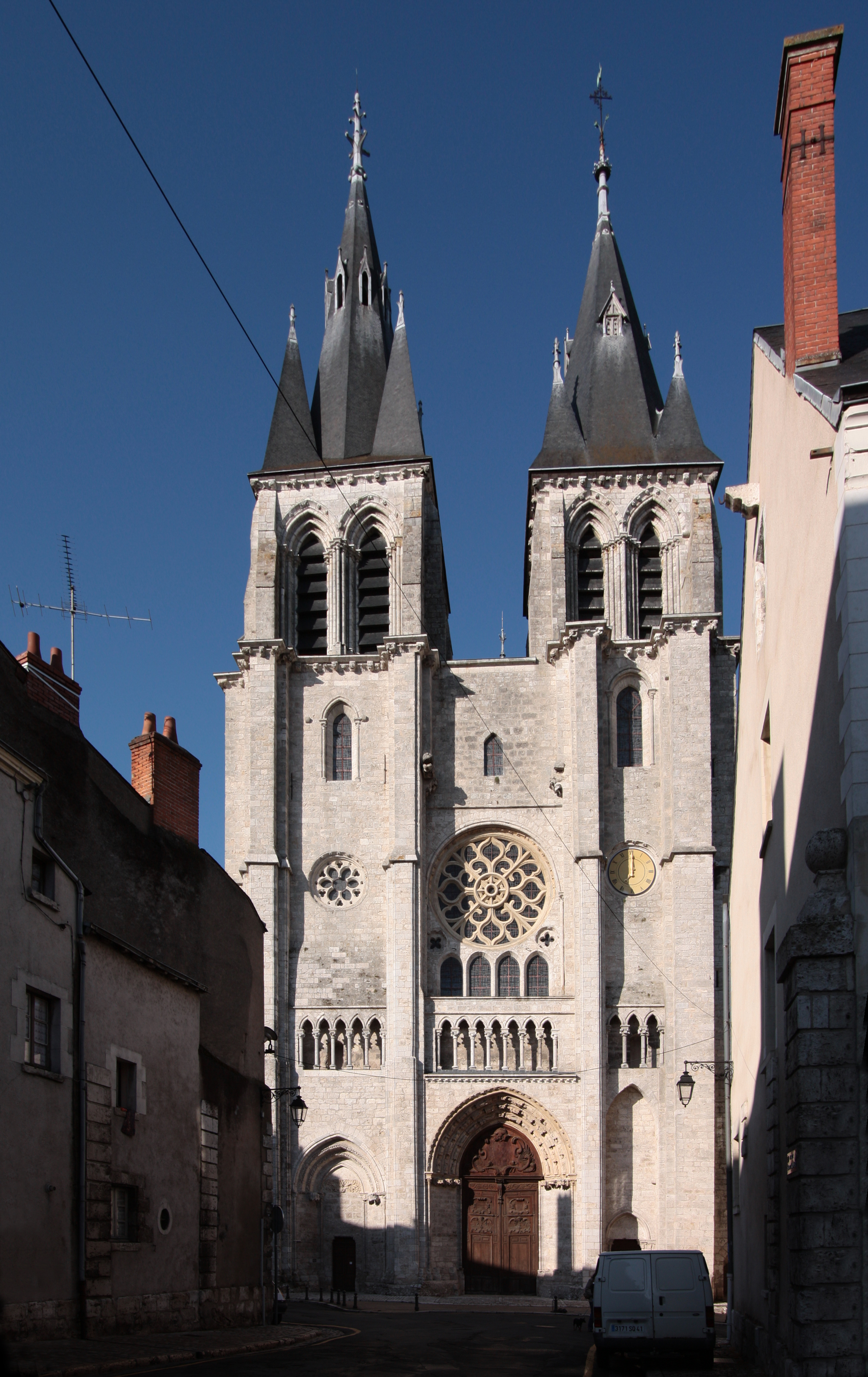
Fechada principal.
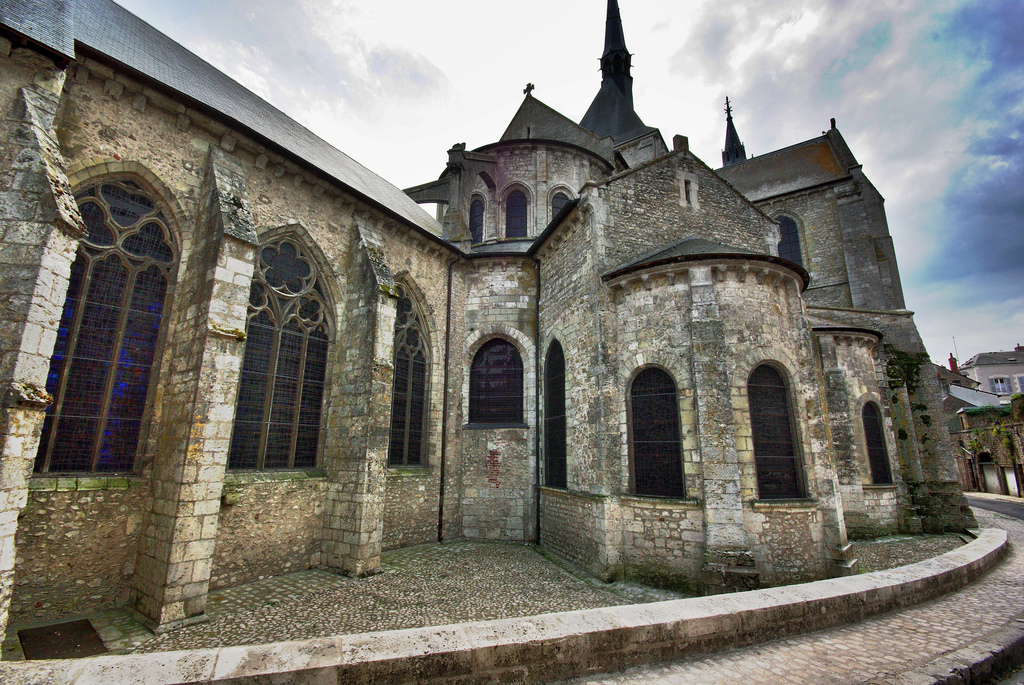
Cabecera de la iglesia vista desde la calle Saint-Laumer.
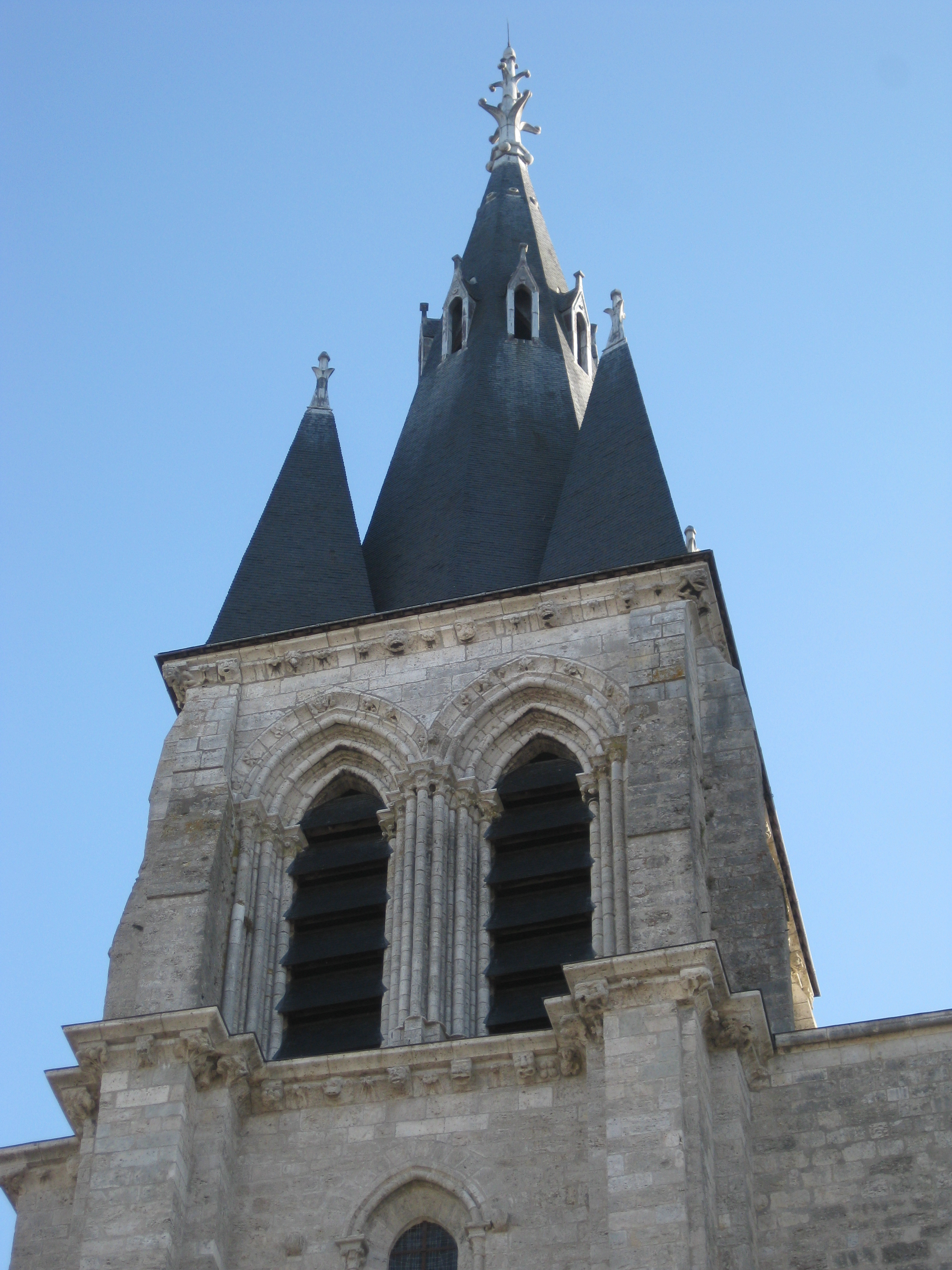
Campanario oeste.
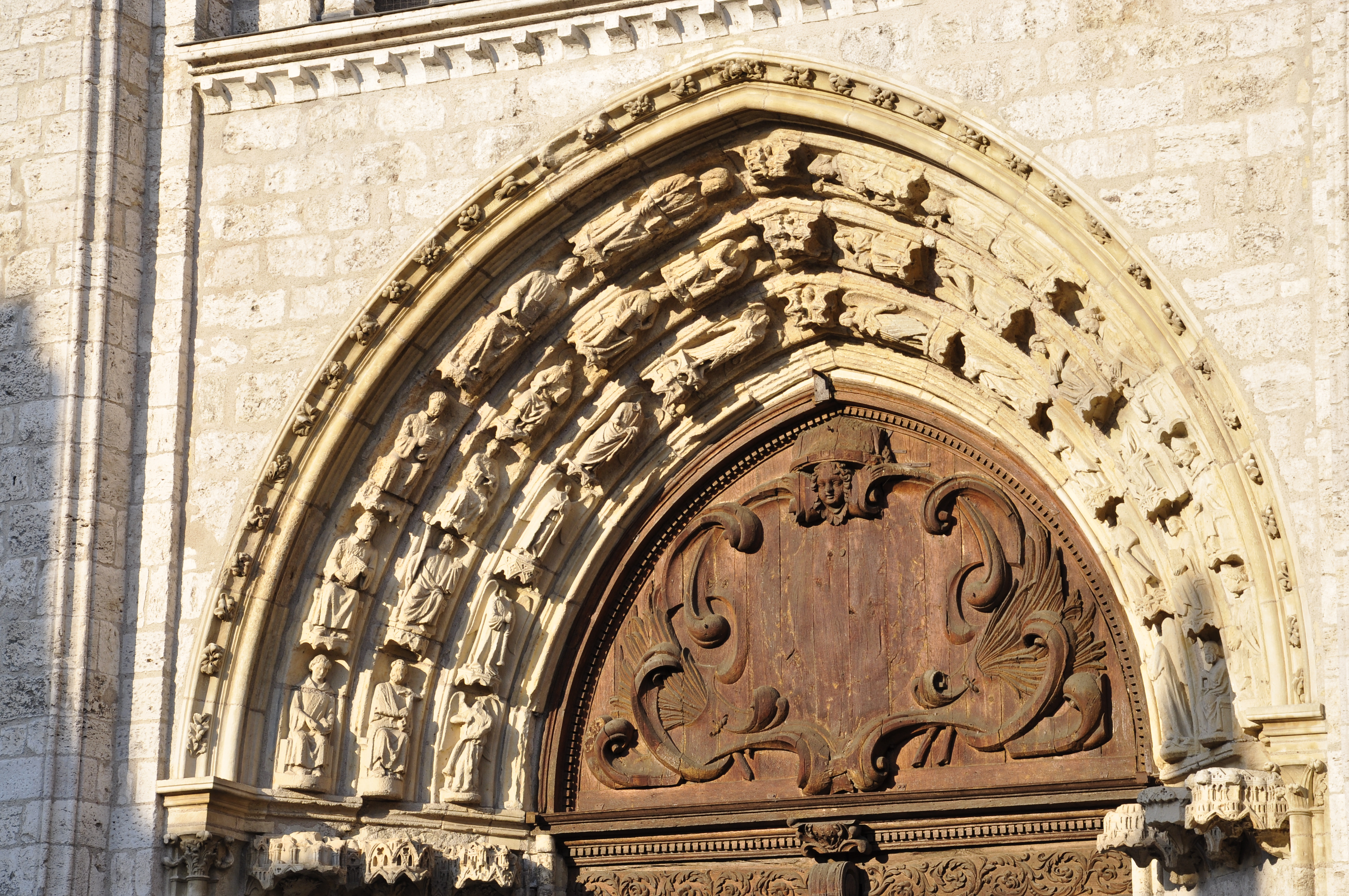
Detalles de la fachada.

Vistas interiores
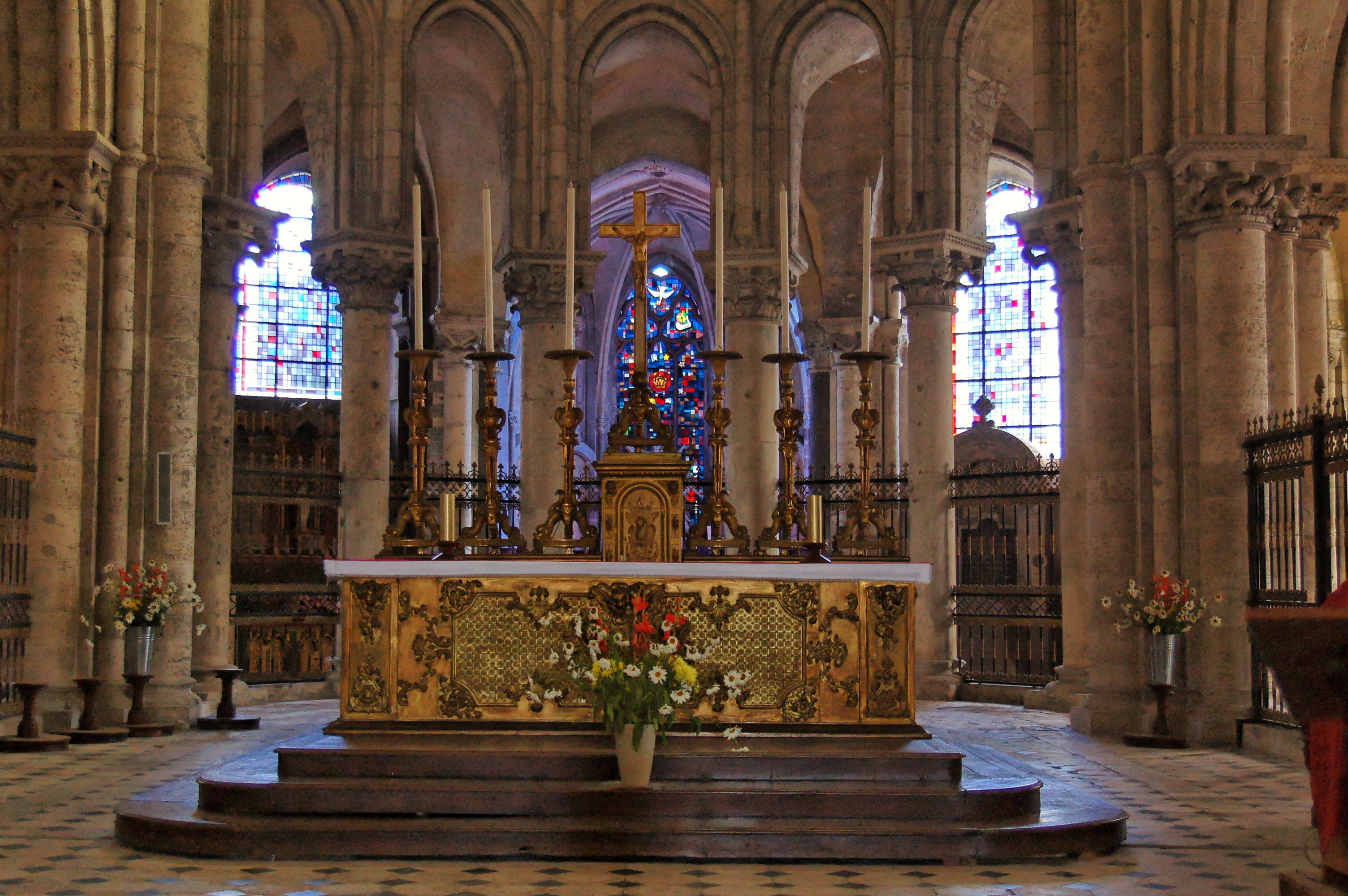
Altar en el centro del coro.
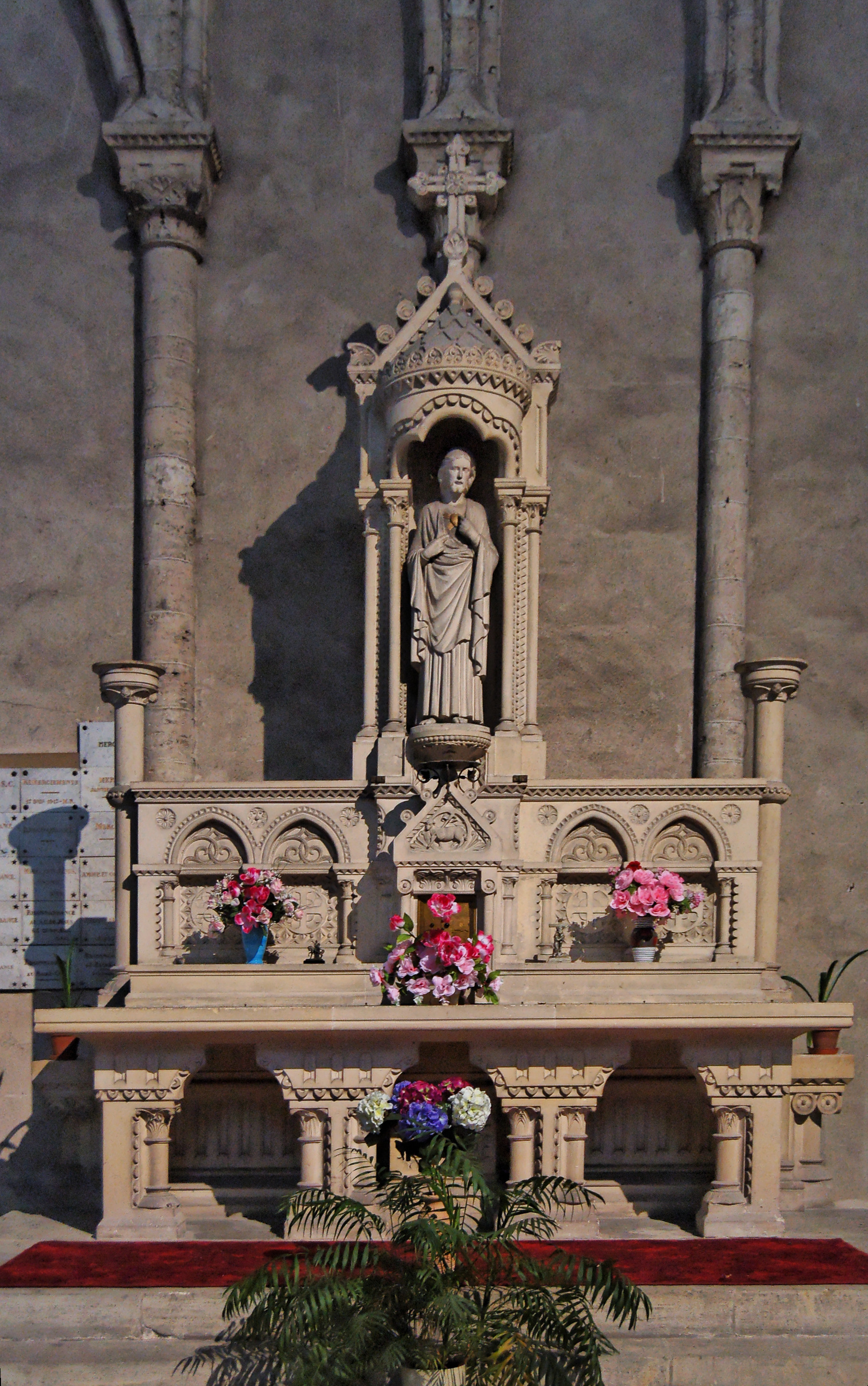
Altar del transepto sur con la estatua del Sagrado Corazón.
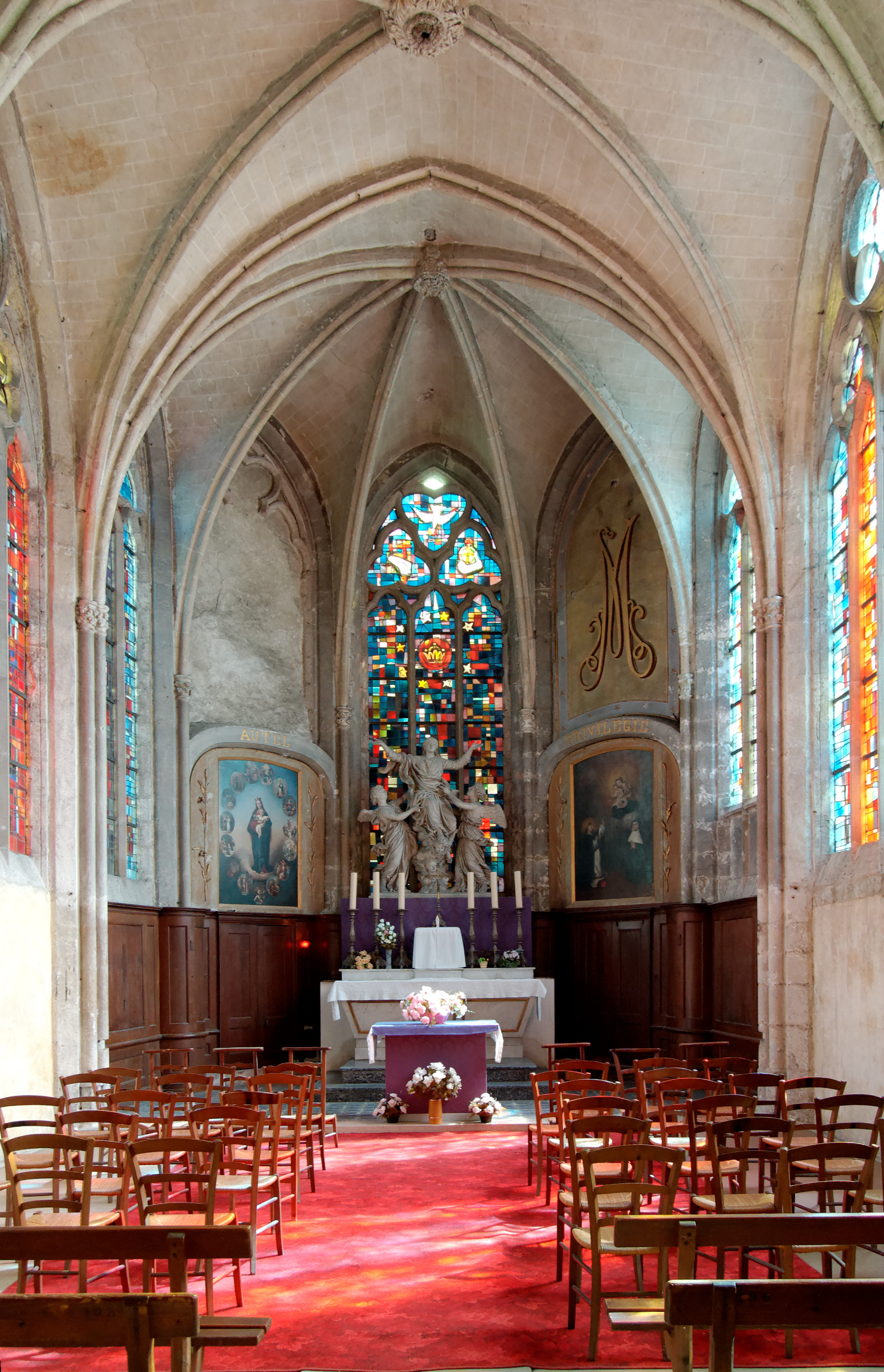
Capilla a la Virgen María y su altar.
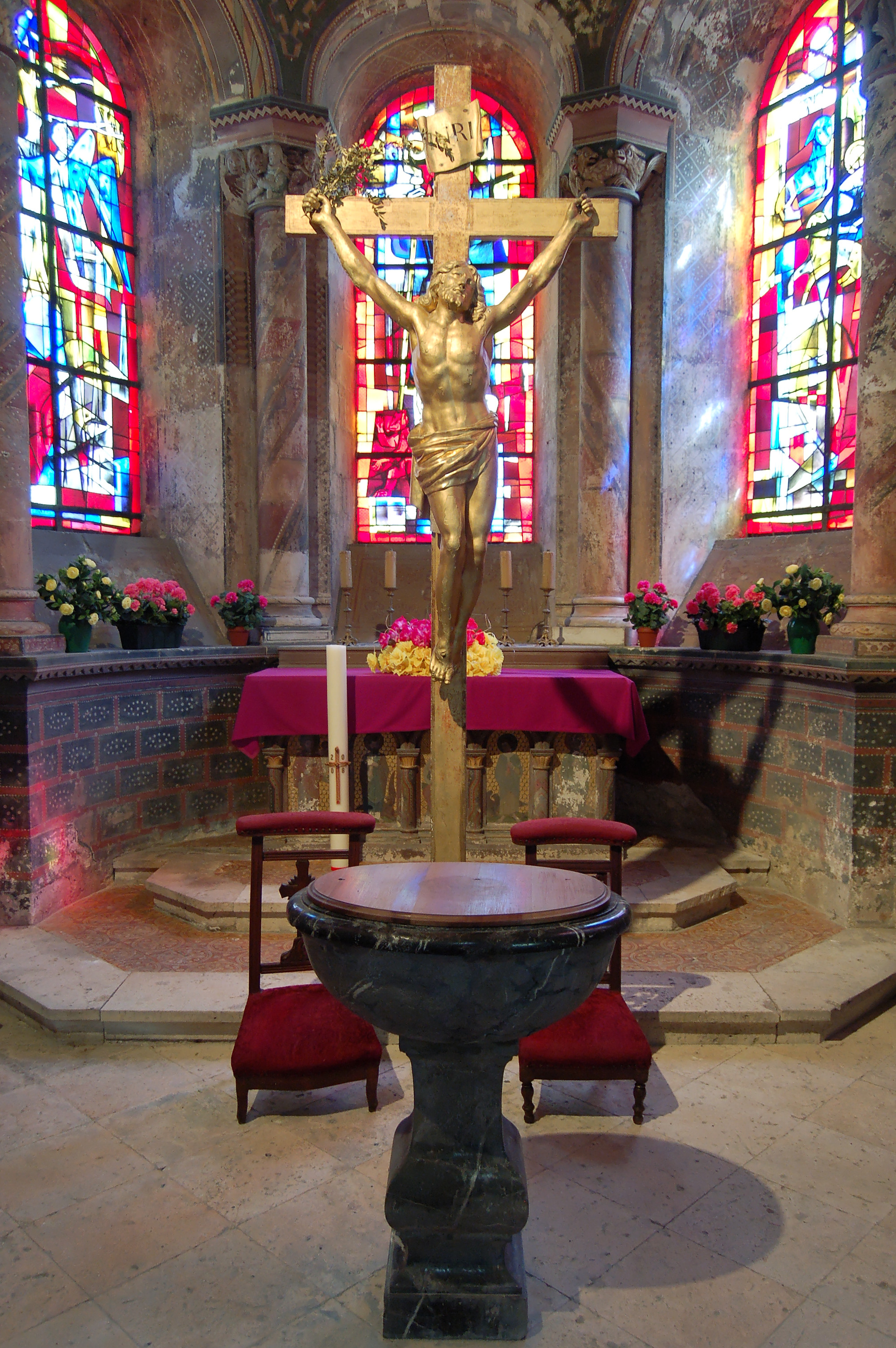
Capilla de San Lomer (de las pilas bautismales).
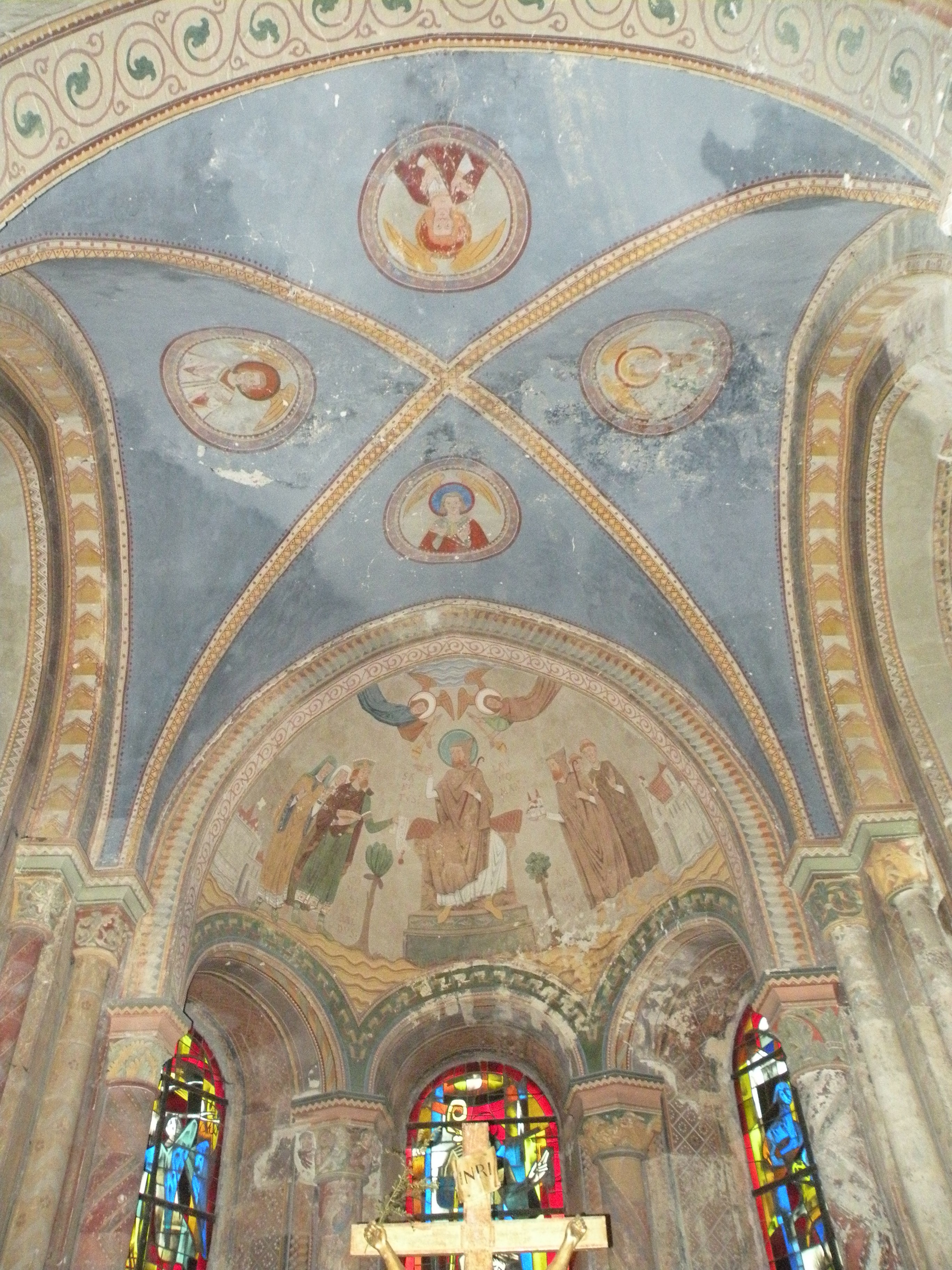
Bóveda de la capilla de San Lomer.
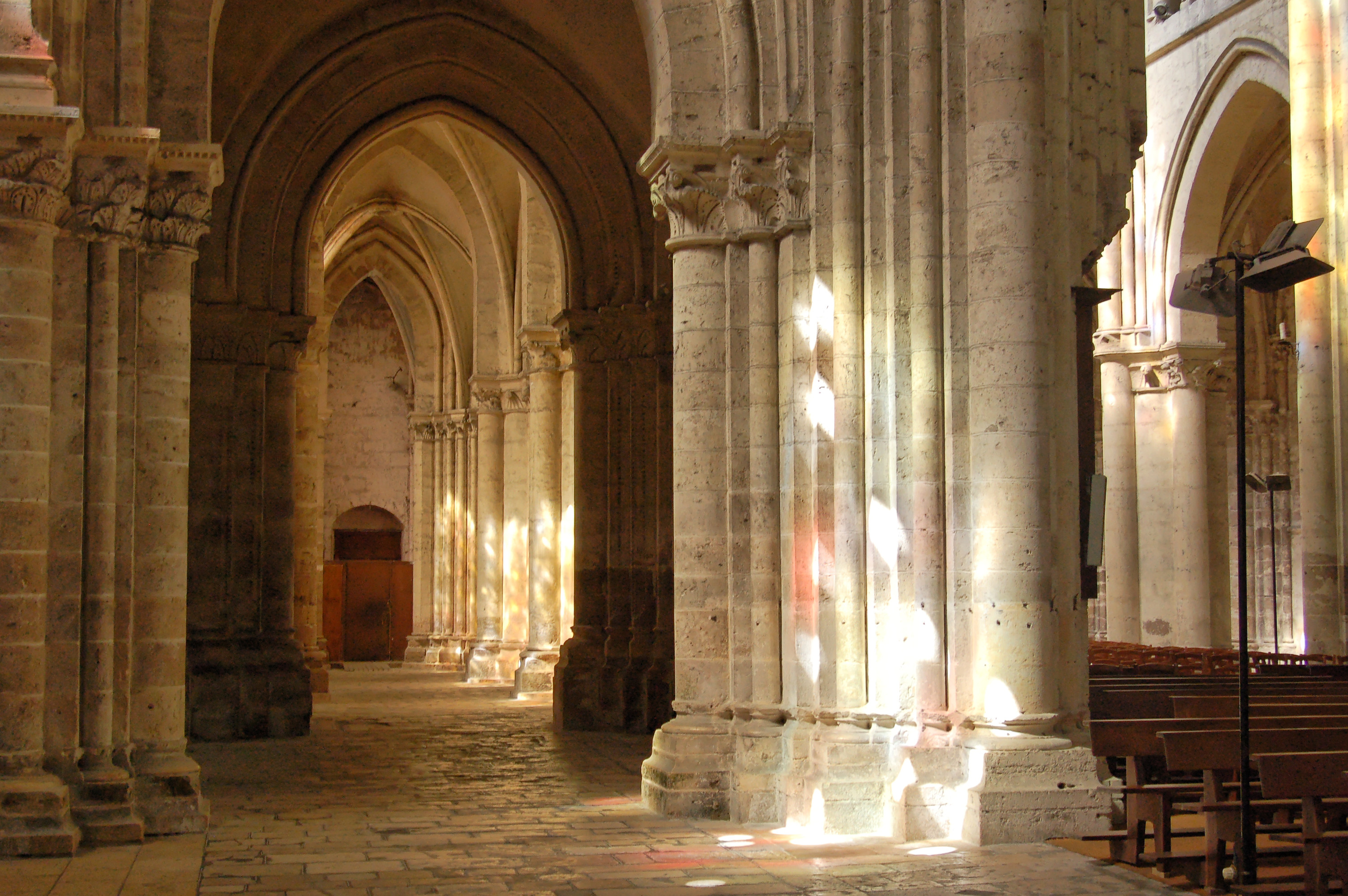
Columnas góticas en sombras y luces coronadas por nervaduras.